# 1463 Nordenmarkia
1463 Nordenmarkia este un asteroid din centura principală, descoperit pe 6 februarie 1938, de Yrjö Väisälä.